# Campeonato Nacional de Futebol Feminino 2005–06
O Campeonato Nacional de Futebol Feminino de 2005/2006, foi a 21ª edição do maior escalão de Futebol Feminino de Portugal.

## Campeonato
| Pos | Equipa                   | J  | V  | E | D  | GM | GS | Diff | Pts |
| --- | ------------------------ | -- | -- | - | -- | -- | -- | ---- | --- |
| 1   | SU 1º Dezembro           | 16 | 13 | 2 | 1  | 44 | 11 | +33  | 41  |
| 2   | Sport Maritimo Murtoense | 16 | 8  | 2 | 6  | 26 | 24 | +2   | 26  |
| 3   | ARC Várzea               | 16 | 6  | 5 | 5  | 32 | 25 | +7   | 23  |
| 4   | Boavista Porto           | 16 | 4  | 2 | 10 | 20 | 44 | -24  | 14  |
| 5   | Escola Fute. Clube       | 16 | 2  | 3 | 11 | 13 | 31 | -18  | 9   |

## Calendário 1ª Fase
|                          | SUD | SMM | ARCV | BOA | EFC |
| SU 1º Dezembro           |     | 3-0 | 2-2  | 6-0 | 2-0 |
| Sport Maritimo Murtoense | 0-4 |     | 1-2  | 4-1 | 2-1 |
| ARC Várzea               | 1-2 | 2-2 |      | 3-0 | 3-0 |
| Boavista Porto           | 1-3 | 0-2 | 1-3  |     | 2-1 |
| Escola Fute. Clube       | 0-1 | 0-4 | 0-1  | 1-1 |     |

1ª Fase (De 10/09/2005 a 07/01/2006)

## Calendário 2ª Fase
|                          | SUD | SMM | ARCV | BOA | EFC |
| SU 1º Dezembro           |     | 2-0 | 1-1  | 6-1 | 3-1 |
| Sport Maritimo Murtoense | 0-1 |     | 2-1  | 2-1 | 1-2 |
| ARC Várzea               | 1-3 | 1-1 |      | 4-0 | 1-1 |
| Boavista Porto           | 3-2 | 2-3 | 5-3  |     | 1-1 |
| Escola Fute. Clube       | 0-3 | 1-2 | 4-3  | 0-1 |     |

2ª Fase (De 21/01/2006 a 27/05/2006)